# A Roda do Tempo
A Roda do Tempo (no original em inglês: The Wheel of Time) é uma série de romances de alta fantasia do autor americano Robert Jordan, com Brandon Sanderson como co-autor dos três romances finais. Originalmente planejado como uma série de seis livros, A Roda do Tempo abrangeu 14 volumes, além de um romance prequela e dois livros complementares. Jordan começou a escrever o primeiro volume, O Olho do Mundo (The Eye of the World), em 1984, e foi publicado em janeiro de 1990.
Jordan morreu em 2007 enquanto trabalhava no que foi planejado para ser o volume final da série. Ele preparou notas extensas para que outro autor pudesse completar o livro de acordo com seus desejos. O colega autor de fantasia Brandon Sanderson foi contratado para completar o livro final, mas durante o processo de escrita foi decidido que o livro seria muito grande para ser publicado em um volume e, em vez disso, seria publicado em três volumes: The Gathering Storm (2009), Towers of Midnight (2010) e A Memory of Light (2013).
A série baseia-se em vários elementos da mitologia europeia e asiática, mais notavelmente a natureza cíclica do tempo encontrada no budismo e no hinduísmo, os conceitos metafísicos de equilíbrio e dualidade e um respeito pela natureza encontrado no taoísmo. Além disso, sua história de criação tem semelhanças com o "Criador" (Luz) das religiões abraâmicas e Shai'tan, "O Tenebroso" (Shaitan é uma palavra árabe que, em contextos islâmicos, é usada como um nome para o Diabo ou o Satã). Também foi parcialmente inspirado em Guerra e Paz de Leo Tolstoy (1869).
A Roda do Tempo é notável por sua extensão, mundo imaginário detalhado e sistema mágico, e grande elenco de personagens. Do oitavo ao décimo quarto livro, cada um alcançou o primeiro lugar na lista dos mais vendidos do New York Times. Após sua conclusão, a série foi nomeada para o Prêmio Hugo. Em 2021, a série vendeu mais de 90 milhões de cópias em todo o mundo, tornando-se uma das séries de fantasia épica mais vendidas desde O Senhor dos Anéis. Sua popularidade gerou um videogame homônimo, um RPG e um álbum de trilha sonora. Uma adaptação da série de TV produzida pela Sony Pictures e Amazon Studios que estreou em 2021.

## Contexto

### Ambientação
A Roda do Tempo é o fenômeno que cria o Grande Padrão, que manuseia a vida de todos os habitantes da Terra durante cada Era. A Roda só gira por causa da Fonte Verdadeira, que é a força usada no momento da criação do mundo e universo por uma divindade conhecido como Criador. A Fonte Verdadeira é composta da energia de metades masculinas e femininas (saidin e saidar, respectivamente). Tanto os homens quanto as mulheres conseguem canalizam o Poder Único da Fonte Verdadeira para tecer fluxos e manipular os Cinco Poderes (Espírito, Fogo, Água, Terra e Ar). Os homens que conseguem canalizar tal energia são mais raros, geralmente enlouquecendo ao tentar fazer tal prática.
A série se passa em um mundo sem nome que, devido à natureza cíclica do tempo conforme representado na série, é simultaneamente o passado distante e o futuro distante da Terra. As "Randlands" ou o "Mundo da Roda" são nomes adotados pelos fãs para se referir ao mundo onde A Roda do Tempo ocorre, assim como é visto também na seção do livro complementar The World of Robert Jordan's The Wheel of Time.

### Eventos antecedentes
Durante a Criação, o Criador aprisionou seu oponente Shai'tan, o Tenebroso, mas em um momento conhecido como a Era das Lendas, um experimento mal-sucedido da organização Aes Sedai acidentalmente liberou a energia maligna do Tenebroso no mundo. Este é portanto o principal antagonista da série, prometendo poder e imortalidade para aqueles que aceitam se juntar a ele (conhecidos como "Amigos das Trevas"). Um século depois da quebra inicial da prisão do Tenebroso, iniciam-se guerras abertas entre as forças das trevas e os seguidores da Luz, tendo estes seguidores como seu líder um homem chamado Lews Therin Telamon, "o Dragão", que é o líder dos Aes Sedai. Lews Therin lidera um grupo de canalizadores homens e consegue selar novamente a prisão do Tenebroso, mas não sem efeitos colaterais, Shai'tan foi capaz de contaminar com seu mal os saidin, assim, os Aes Sedai masculinos enlouqueceram (incluíndo Lews Therin Telamon) e causaram uma grande devastação no mundo dando fim a Era das Lendas. Eventualmente, o último canalizador masculino foi morto deixando apenas as mulheres como capazes de exercer o Poder Único com segurança. As Aes Sedai reconstituiram o mundo e guiaram a humanidade para fora desta época negra. Uma profecia então surgiu anunciando que o Dragão renasceria novamente para aprisionar Shai’tan para sempre, mas também para destruir o mundo uma segunda vez, porque ele será contaminado pela mesma magia corrompida.
Várias guerras importantes devastaram o continente principal desde a derrota do Tenebroso, durante os 3.500 anos seguintes, como as Guerras Trolloc, quando os servos sobreviventes do Tenebroso tentaram destruir a civilização mais uma vez, mas foram derrotados por uma aliança de nações liderada pelas Aes Sedai; e a Guerra dos Cem Anos, uma guerra civil devastadora que se seguiu à queda de um império que abrangia um continente governado pelo Rei Supremo, Artur Hawkwing. Essas guerras impediram a raça humana de recuperar o poder e a alta tecnologia da Era das Lendas, e também deixaram a humanidade dividida. Até mesmo o prestígio da organização Aes Sedai caiu, com seu número de membros cada vez menor teve o surgimento de outras organizações como os Filhos da Luz (ou Mantos-Brancos), uma ordem militar que afirma que todos os que se envolvem com o Poder Único são servos da Sombra.

## Premissa da série
A prequela da saga, New Spring ocorre durante a Guerra Aiel, uma invasão massiva dos guerreiros Aiel nas Terras Ocidentais em números nunca conhecidos na história anterior. Além disso, certas Aes Sedai descobrem durante esse período que o Dragão renasceu.
A série propriamente dita começa quase vinte anos depois, no distrito de Dois Rios, no reino de Andor. Uma Aes Sedai, Moiraine Damodred, e seu guardião, Lan, chegam ao vilarejo de Campo de Emond com a notícia de que os servos do Tenebroso estão procurando por um jovem em particular que vive na área. Moiraine não consegue determinar qual dos três jovens é: Rand al'Thor, Matrim Cauthon ou Perrin Aybara, e assim tira os três dos Dois Rios, junto com seus amigos Egwene al'Vere e Nynaeve al'Meara , a quem Moiraine determinou que pode canalizar o Poder Único e aprender a ser Aes Sedai. O primeiro romance descreve a fuga deles de vários agentes da Sombra e suas tentativas de escapar para a cidade Aes Sedai de Tar Valon.
A partir daí, a história começa a tormar uma proporção ainda maior e enquanto a aventura avança, novos personagens, desafios e problemas se apresentam, trazendo também bastante política e intrigas entrando no meio disso tudo. Em termos gerais, o grupo original de personagens de Dois Rios faz novos aliados, ganha experiência e se torna figuras de alguma influência e autoridade. Conforme a história se expande, novos personagens são introduzidos, representando diferentes facções e diferentes culturas e países, que são descritos em detalhes por Robert Jordan.

## Publicações
| N.º | Título                 | Título em Português                              | ISBN (EUA)             | N.º de Pág. (EUA) | N.º de Pág. (BR/PT)  | Lançamento original    |
| --- | ---------------------- | ------------------------------------------------ | ---------------------- | ----------------- | -------------------- | ---------------------- |
| 0   | New Spring             |                                                  | ISBN 978-1-55-927952-9 | 333               |                      | 6 de janeiro de 2004   |
| 1   | The Eye of The World   | O Olho do Mundo (br/prt)                         | ISBN 978-0-31-285009-8 | 670               | 800 (br) 814 (prt)   | 15 de janeiro de 1990  |
| 2   | The Great Hunt         | A Grande Caçada (br/prt)                         | ISBN 978-0-31-285140-8 | 600               | 704 (br) 736 (prt)   | 15 de novembro de 1990 |
| 3   | The Dragon Reborn      | O Dragão Renascido (br/prt)                      | ISBN 978-0-31-285248-1 | 595               | 656 (br) 696 (prt)   | 15 de outubro de 1991  |
| 4   | The Shadow Rising      | A Ascenção da Sombra (br) A Sombra Alastra (prt) | ISBN 978-0-31-285431-7 | 704               | 992 (br) 1064 (prt)  | 15 de setembro de 1992 |
| 5   | The Fires of Heaven    | As Chamas do Paraíso (br) Os Fogos do Céu (prt)  | ISBN 978-0-31-285427-0 | 702               | 912 (br) 904 (prt)   | 15 de outubro de 1993  |
| 6   | Lord of Chaos          | O Senhor do Caos (br/prt)                        | ISBN 978-0-31-285428-7 | 720               | 1072 (br) 1056 (prt) | 15 de novembro de 1994 |
| 7   | A Crown of Swords      | Uma Coroa de Espadas (br)                        | ISBN 978-0-31-285767-7 | 688               | 768 (br)             | 15 de maio de 1996     |
| 8   | The Path of Daggers    | O caminho das Adagas (br)                        | ISBN 978-0-31-285769-1 | 604               | 592 (br)             | 15 de outubro de 1998  |
| 9   | Winter's Heart         |                                                  | ISBN 978-0-31-286425-5 | 668               |                      | 7 de novembro de 2000  |
| 10  | Crossroads of Twilight |                                                  | ISBN 978-0-31-286459-0 | 702               |                      | 7 de janeiro de 2003   |
| 11  | Knife of Dreams        |                                                  | ISBN 978-0-31-287307-3 | 784               |                      | 11 de outubro de 2005  |
| 12  | The Gathering Storm    |                                                  | ISBN 978-0-76-530230-4 | 784               |                      | 27 de outubro de 2009  |
| 13  | Towers of Midnight     |                                                  | ISBN 978-0-76-532594-5 | 861               |                      | 2 de novembro de 2010  |
| 14  | A Memory of Light      |                                                  | ISBN 978-0-76-532595-2 | 909               |                      | 8 de janeiro de 2013   |

### Histórias curtas
Jordan escreveu dois contos dentro da franquia no final dos anos 1990. O primeiro, The Strike at Shayol Ghul, antecede a série principal em vários milhares de anos. Foi disponibilizado na Internet e posteriormente publicado em The World of Robert Jordan, The Wheel of Time. Jordan também escreveu um conto intitulado New Spring ("Nova primavera" em tradução livre), para a antologia Legends de 1998, editada por Robert Silverberg. Mais tarde, Jordan expandiu isso para o romance autônomo New Spring, publicado em janeiro de 2004.
Durante o trabalho de Brandon Sanderson em A Memory of Light, duas seções do livro foram cortadas e posteriormente publicadas como contos em antologias. O primeiro, River of Souls ("Rio das almas" em tradução livre), foi publicado em Unfettered: Tales by Masters of Fantasy (2013). O segundo, A Fire Within the Ways ("Uma chama dentro do caminho" em tradução livre) foi publicado em Unfettered III em 2019. Ao contrário de "River of Souls", "A Fire Within the Ways" não é considerado cânone.

## Desenvolvimento

### Escrita e concepção

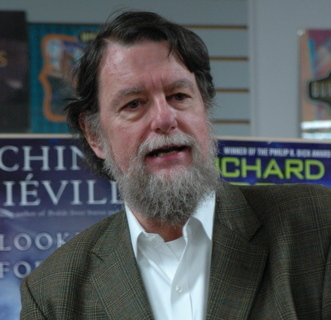
Robert Jordan, autor da série.

No início dos anos 1980, Robert Jordan escreveu vários romances de Conan, o Bárbaro, para a Tor Books, incluindo uma novelização do filme Conan, o Destruidor (1984). Estes provaram ser bem sucedidos e em 1984 ele propôs uma ideia para uma série de fantasia épica de três livros para Tom Doherty, o chefe da Tor Books. Doherty aprovou a ideia; no entanto, sabendo que Jordan tinha uma tendência a comprar, ele contratou Jordan por seis livros, apenas para garantir. Jordan começou a escrever o romance que se tornou O Olho do Mundo.
O romance foi extremamente difícil de escrever, porque os personagens e as histórias mudaram consideravelmente durante o processo de escrita. A série foi originalmente centrada em um homem mais velho que descobriu relativamente tarde na vida que ele era o 'escolhido' que tinha que salvar o mundo. No entanto, Jordan deliberadamente decidiu se aproximar do tom e do estilo de The Fellowship of the Ring de J. R. R. Tolkien e tornou os personagens mais jovens e menos experientes. Uma vez que essa decisão foi tomada, a escrita foi muito mais fácil e Jordan completou o segundo volume, A Grande Caçada, aproximadamente ao mesmo tempo que o primeiro livro foi publicado.
Tom Doherty gostou tanto de O Olho do Mundo que declarou que seria a maior série de fantasia desde Tolkien, e deu o passo de enviar cópias gratuitas de revisão para livrarias nos Estados Unidos para gerar interesse. A tiragem combinada de capa dura e brochura comercial do romance esgotou sua tiragem inicial de 40.000 exemplares. As vendas então dobraram com a publicação do segundo romance apenas oito meses depois, gerando mais interesse no primeiro livro.
Jordan escreveu em tempo integral em uma velocidade vertiginosa pelos anos seguintes, até completar o sétimo volume, Uma Coroa de Espadas, momento em que diminuiu o ritmo, entregando um livro a cada dois anos. Os fãs se opuseram quando ele tirou um tempo para expandir um conto em um romance prequela chamado New Spring, então ele decidiu arquivar seus planos para prequelas adicionais em favor de terminar os dois últimos volumes da série. Ele rejeitou as críticas dos volumes posteriores da série diminuindo o ritmo para se concentrar em personagens secundários menores em detrimento dos personagens principais dos volumes de abertura, mas reconheceu que sua estrutura para o décimo volume, Crossroads of Twilight (onde ele mostrou uma cena principal do livro anterior, Winter's Heart, da perspectiva dos personagens principais que não estavam envolvidos na cena), não funcionou como ele havia planejado. Knife of Dreams, o décimo primeiro volume, teve uma recepção muito mais positiva da crítica e dos fãs e Jordan anunciou que o décimo segundo volume, que ele havia anunciado anteriormente teria o título provisório A Memory of Light, encerraria a série. De acordo com a Forbes, Jordan pretendia que fosse o livro final "mesmo que chegue a 2.000 páginas".

### Morte de Jordan e finalização de Sanderson
Jordan foi diagnosticado com amiloidose primária de doença cardíaca terminal com cardiomiopatia em dezembro de 2005, e embora ele pretendesse terminar pelo menos A Memory of Light mesmo que o "pior acontecesse", ele fez preparativos para o caso de ele não ser capaz de completar o livro: "Estou fazendo anotações, então se o pior realmente acontecer, alguém poderia terminar A Memory of Light e terminar do jeito que eu quero."
Com a morte de Jordan em 16 de setembro de 2007, a conclusão da série estava em questão. Em 7 de dezembro daquele ano, a editora Tor Books anunciou que o autor de fantasia Brandon Sanderson iria terminar A Memory of Light. Sanderson, um fã de longa data da série, foi escolhido pela viúva de Jordan, Harriet McDougal, em parte porque ela gostava dos romances de Sanderson e em parte por causa de um elogio que ele escreveu para Jordan.
Em 30 de março de 2009, Tor Books anunciou que A Memory of Light seria dividido em três volumes, com Brandon Sanderson citando razões de tempo e continuidade. Por sua estimativa no início de 2009, o livro levaria vários anos para ser escrito e teria atingido 800.000 palavras. McDougal duvidou que Jordan pudesse ter concluído em um único volume. Os três volumes foram publicados de 2009 a 2013, como The Gathering Storm, Towers of Midnight e A Memory of Light, com o último livro usando o título de Jordan.

## Adaptações

### Histórias em quadrinhos
Em 2004, Jordan vendeu os direitos da história pra serem feitos filme, série de televisão, videogame e série em quadrinhos para a produtora Red Eagle Entertainment. Dabel Brothers começou a adaptar a série em forma de quadrinhos, começando com a prequela New Spring em julho de 2005. A série inicialmente teve uma programação mensal, mas depois entrou em um hiato de três anos após a quinta edição. Red Eagle citou atrasos e mudanças para a equipe criativa no final do DB Pro. As três edições finais foram concluídas e publicadas em 2009-2010. Em 2009, Dabel mudou para a adaptação do primeiro livro da série propriamente dita, The Eye of the World. Em 17 de março de 2009, eles exibiram dez páginas de arte do prelúdio da série "The Wheel of Time: Eye of the World # 0 - Dragonmount" em seu site. A Dynamite Entertainment publicou 35 edições da série de quadrinhos The Wheel of Time: Eye of the World, que terminou em março de 2013.
Quando questionada em uma entrevista de 2013 sobre se os quadrinhos continuariam sua corrida, Harriet McDougal respondeu "Bem, eventualmente, [faremos] a coisa toda, a menos que pare de vender de uma maneira terrível. Em outras palavras, eu realmente não sei." Os 43 quadrinhos New Spring e Eye of the World foram posteriormente reunidos e lançados como uma série de seis histórias em quadrinhos, a última das quais foi lançada em fevereiro de 2015.

### Jogos
Várias adaptações de jogos foram criadas. Existe um MUD da Roda do Tempo identificado pelas iniciais WoTMUD, que é baseado em um mundo como a Roda do Tempo, mas que se passa em um período de 30 anos antes do primeiro romance ser desenvolvido. O jogo está em operação quase continuamente desde 1993, embora tenha havido uma interrupção significativa durante 2013-2014. Notavelmente, WoTMUD obteve permissão por escrito do autor para usar sua criação, incluindo todos os personagens, exceto os principais.
Um jogo de computador chamado Wheel of Time foi lançado em 1999. No decorrer do jogo, uma solitária Aes Sedai deve rastrear um ladrão após um ataque à Torre Branca e impedir que o Tenebroso escape de sua prisão. Ela finalmente aprende e realiza um ritual esquecido em Shayol Ghul para garantir que o Tenebroso permaneça confinado em sua prisão. Embora Robert Jordan tenha sido consultado para a criação do jogo, ele não escreveu a história e o jogo não é considerado fiel ao universo da fantasia.
O RPG Wheel of Time foi lançado em 2001 pela Wizards of the Coast usando as regras desenvolvidas para a terceira edição do jogo Dungeons and Dragons. O jogo tinha um módulo de aventura exclusivo lançado em 2002, Prophecies of the Dragon. Pouco depois do lançamento do livro de aventura Wizards of the Coast, eles anunciaram que não lançariam nenhum produto adicional para o jogo. Robert Jordan citou alguns problemas com o RPG, como os detalhes da história no módulo de aventura que contradiziam os livros.
No início de 2009, a EA Games anunciou que havia comprado os direitos de um jogo MMORPG, com um plano de lançá-lo por meio do Programa de Parceiros da EA. No ano seguinte, a Obsidian Entertainment anunciou que trabalharia no projeto de um PlayStation 3, Xbox 360 e versão para PC. No entanto, o projeto foi aparentemente abandonado em 2014.

### Musicais
Em 1999 foi lançada uma trilha sonora para a Roda do Tempo, com música de Robert Berry e inspirada nos livros.
A banda alemã de power metal Blind Guardian escreveu duas canções dedicadas à saga Roda do Tempo como parte de seu álbum de 2010 On the Limit of Time: "Ride into Obsession" e "Wheel of Time". A banda sueca de heavy metal Katana também escreveu uma canção intitulada "The Wisdom of Emond's Field" em seu álbum de 2012, Storms of War. A banda americana de power metal Noble Beast, em seu álbum de mesmo nome de 2014, escreveu uma música intitulada "The Dragon Reborn", em referência a Rand al'Thor.
O compositor americano Seth Stewart produziu uma obra orquestral em grande escala intitulada "Age of Legends", inspirada na era homônima descrita ao longo da saga A Roda do Tempo. A peça orquestral foi estreada e gravada em 2011 no Beall Concert Hall (Universidade de Oregon).

### Série de televisão
Em 2000, a NBC adquiriu os direitos de exibição do romance de fantasia de Robert Jordan,The Wheel of Time, mas não deu continuidade à produção. Em 2015, a Red Eagle Entertainment pagou tempo de exibição para a rede a cabo FXX para transmitir Winter Dragon, um piloto de 22 minutos para uma potencial série de The Wheel of Time estrelada por Billy Zane e Max Ryan que permitiu a Red Eagle manter os direitos do projeto. Posteriormente, a empresa processou a viúva de Jordan, Harriet McDougal, por seus comentários sobre o piloto; o processo foi encerrado em 2016.
Uma nova adaptação da série foi anunciada em 20 de abril de 2017, produzida pela Sony Pictures Television em associação com Red Eagle Entertainment e Radar Pictures. Esperava-se que Rafe Judkins atuasse como showrunner da série e produtor executivo ao lado de Rick Selvage, Larry Mondragon, Ted Field, Mike Weber, Lauren Selig e Darren Lemke. McDougal foi escolhido para atuar como produtor de consultoria. Em outubro de 2018, a série estava em desenvolvimento há um ano e a Amazon Studios concordou em produzi-la. Uta Briesewitz foi confirmado como o diretor dos dois primeiros episódios em fevereiro de 2019. Em 20 de maio de 2021, a Amazon renovou a série para uma segunda temporada antes da estreia da série. O primeiro episódio da segunda temporada é intitulado "A Taste of Solitude", com a teleplay de Amanda Kate Shuman.
Os personagens principais de Emond's Field foram escritos como mais velhos em comparação com seus equivalentes de livros, pois a equipe de produção pensava que os programas de televisão com os personagens principais de 17 anos poderiam parecer ficção para jovens adultos, que não era um gênero que consideravam adequado para série. Rosamund Pike foi escalada como a principal, Moiraine, em junho de 2019.
A série estreou no serviço de streaming Amazon Prime Video em 19 de novembro de 2021, com os três primeiros episódios disponíveis imediatamente e o restante estreando semanalmente até 24 de dezembro de 2021, o final da temporada. Os dois primeiros episódios estrearam nos cinemas de Londres, Reino Unido e em algumas cidades dos Estados Unidos em 15 de novembro de 2021, antes do lançamento dos três primeiros episódios.